# Adamswiller
Adamswiller är en kommun i departementet Bas-Rhin i regionen Grand Est (tidigare regionen Alsace) i nordöstra Frankrike. Kommunen ligger i kantonen Drulingen som tillhör arrondissementet Saverne. År 2022 hade Adamswiller 406 invånare.

## Befolkningsutveckling
Antalet invånare i kommunen Adamswiller
| Referens: INSEE |